# Rudník (okres Košice-okolie)
Rudník is een Slowaakse gemeente in de regio Košice, en maakt deel uit van het district Košice-okolie.
Rudník telt 631 inwoners.

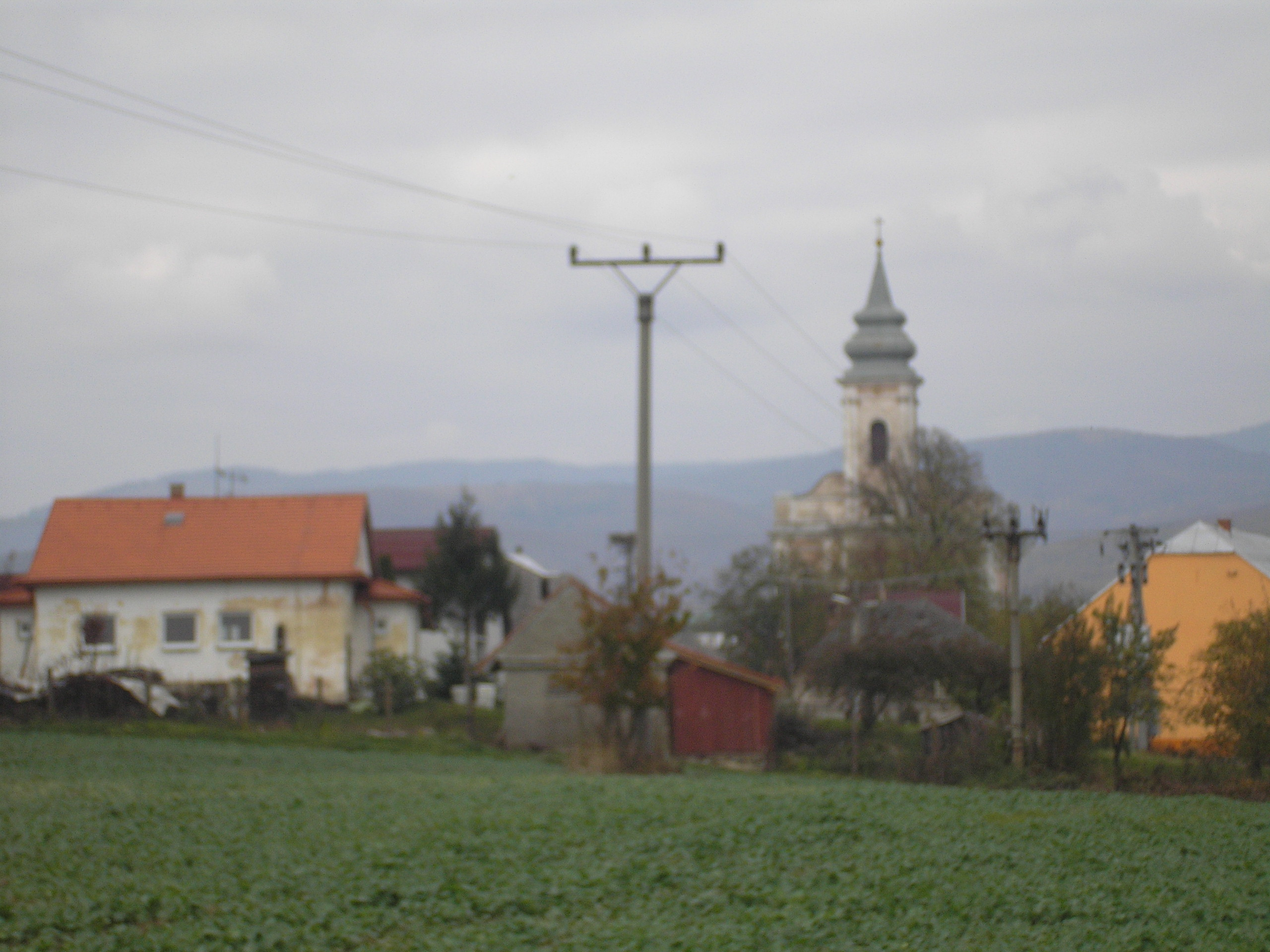
Rudník
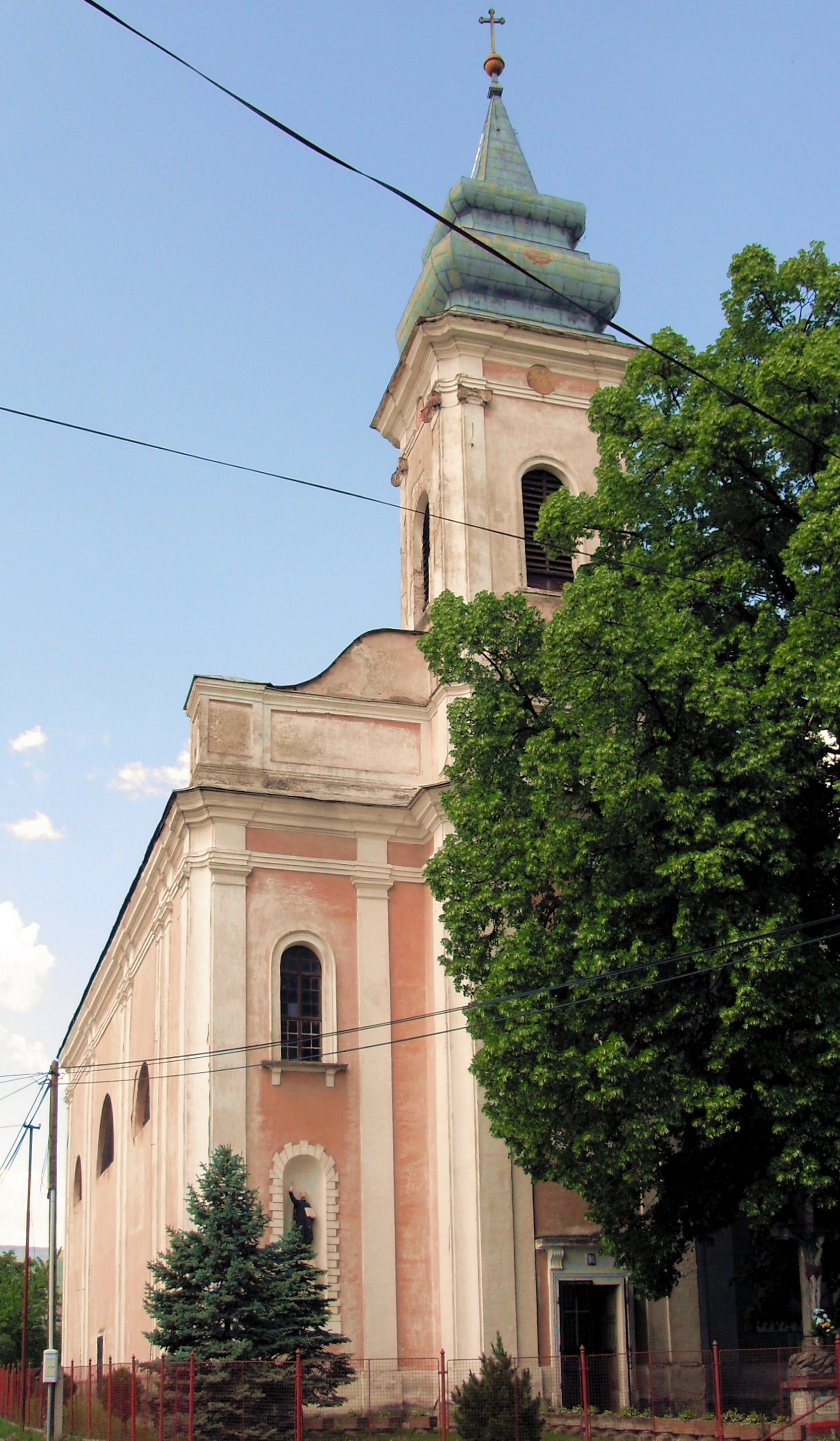
Kerk in Rudník